# Lego BrickHeadz
Lego BrickHeadz est une gamme du jeu de construction Lego lancée en 2016. Présentée lors du Comic-Con 2016 de San Diego,, elle est commercialisée mondialement depuis le 1er mars 2017,,.

## Sets

### 2016
Les quatre sets présentés ci-dessus sont des ensembles exclusivement vendus pour le Comic-Con.
| Nom                        | No de référence | Date de sortie | Nbr de pièces | Personnages                     |
| -------------------------- | --------------- | -------------- | ------------- | ------------------------------- |
| Superman & Wonder Woman    | 41490           | juillet 2016   | 220           | Superman, Wonder Woman          |
| Batman & The Joker         | 41491           | juillet 2016   | 212           | Batman, Le Joker                |
| Iron Man & Captain America | 41492           | juillet 2016   | 184           | Iron Man, Captain America       |
| Black Panther & Dr Strange | 41493           | juillet 2016   | 173           | Panthère noire, Docteur Strange |

### 2017
Les huit premiers sets dévoilés représentent des figurines tirées des univers DC Comics et Marvel. Par la suite, deux figurines tirés de La Belle et la Bête puis de Pirates des Caraïbes : La Vengeance de Salazar, sont présentées.
Les ensembles contenant Spider-Man et Supergirl sont, comme pour les quatre sets de 2016, des exclusivités uniquement disponibles au Comic-Con de San Diego, en juillet 2017,. Celui sur Boba Fett et Han Solo, personnages principaux de la saga cinématographique Star Wars, suit le même principe avec la Comic-Con de New York en octobre.
| Nom original                        | Nom français            | No de référence | Date de sortie    | Nbr de pièces | Personnages                  | Tiré de                                        |
| ----------------------------------- | ----------------------- | --------------- | ----------------- | ------------- | ---------------------------- | ---------------------------------------------- |
| Batman                              | Batman                  | 41585           | 1er mars 2017     | 91            | Batman                       | Lego Batman, le film                           |
| Batgirl                             | Batgirl                 | 41586           | 1er mars 2017     | 99            | Batgirl                      | Lego Batman, le film                           |
| Robin                               | Robin                   | 41587           | 1er mars 2017     | 101           | Robin                        | Lego Batman, le film                           |
| The Joker                           | The Joker               | 41588           | 1er mars 2017     | 151           | Le Joker                     | Lego Batman, le film                           |
| Captain America                     | Captain America         | 41589           | 1er mars 2017     | 79            | Captain America              | Captain America : Civil War                    |
| Iron Man                            | Iron Man                | 41590           | 1er mars 2017     | 96            | Iron Man                     | Captain America : Civil War                    |
| Black Widow                         | Black Widow             | 41591           | 1er mars 2017     | 143           | Veuve noire                  | Captain America : Civil War                    |
| The Hulk                            | The Hulk                | 41592           | 1er mars 2017     | 93            | Hulk                         | Avengers : L'Ère d'Ultron                      |
| Captain Jack Sparrow                | Captain Jack Sparrow    | 41593           | 1er mars 2017     | 109           | Jack Sparrow                 | Pirates des Caraïbes : La Vengeance de Salazar |
| Captain Armando Salazar             | Captain Armando Salazar | 41594           | 1er mars 2017     | 118           | Armando Salazar              | Pirates des Caraïbes : La Vengeance de Salazar |
| Belle                               | Belle                   | 41595           | 1er mars 2017     | 139           | Belle                        | La Belle et la Bête                            |
| Beast                               | Beast                   | 41596           | 1er mars 2017     | 116           | Bête                         | La Belle et la Bête                            |
| Supergirl and Martian Hunter        | NC                      | 41496           | juillet 2017      | 234           | Supergirl, Martian Manhunter | Supergirl                                      |
| Spider-Man and Venom                | NC                      | 41497           | juillet 2017      | 144           | Spider-Man, Venom            | Spider-Man: Homecoming                         |
| Boba Fett and Han Solo in carbonite | NC                      | 41498           | 5 octobre 2017    | 329           | Boba Fett, Han Solo          | Star Wars, épisode V : L'Empire contre-attaque |
| Finn                                | Finn                    | 41485           | 1er novembre 2017 | 91            | Finn                         | Star Wars, épisode VIII : Les Derniers Jedi    |
| Captain Phasma                      | Capitaine Phasma        | 41486           | 1er novembre 2017 | 127           | Phasma                       | Star Wars, épisode VIII : Les Derniers Jedi    |
| Lloyd                               | Lloyd                   | 41487           | 1er novembre 2017 | 102           | Llyod                        | Lego Ninjago, le film                          |
| Master Wu                           | Maître Wu               | 41488           | 1er novembre 2017 | 89            | Wu                           | Lego Ninjago, le film                          |
| The Flash                           | Flash                   | 41598           | décembre 2017     |               | Flash                        | Justice League                                 |
| Wonder Woman                        | Wonder Woman            | 41599           | décembre 2017     | Wonder Woman  |                              | Justice League                                 |
| Aquaman                             | Aquaman                 | 41600           | décembre 2017     | Aquaman       |                              | Justice League                                 |
| Cyborg                              | Cyborg                  | 41601           | décembre 2017     | Cyborg        |                              | Justice League                                 |

### 2018
Le premier set dévoilé, officieusement, concerne le film de Rian Johnson, sorti en décembre de l'année précédente, Star Wars, épisode VIII : Les Derniers Jedi. Il est estampillé édition collector et limitée.
L'année 2018 voit également l'arrivée des sets de saisons, sur des thèmes tels que la Saint-Valentin, Pâques, Halloween ou Noël. L'ensemble « Go Brick Me », ou « La Fabrick à selfie » en français, permet au constructeur de créer une figurine BrickHeadz sans instructions préalables, et avec un plus grand choix de pièces que dans les sets courants.
| Nom original                           | Nom français                              | No de référence | Date de sortie | Nbr de pièces | Personnages                                 | Inspiré de                                           |  |
| -------------------------------------- | ----------------------------------------- | --------------- | -------------- | ------------- | ------------------------------------------- | ---------------------------------------------------- |  |
| Valentine's Bee                        | Abeille de Saint-Valentin                 | 40270           | 2018           | 140           | Abeille amoureuse                           | Saint-Valentin                                       |  |
| Easter Bunny                           | Lapin de Pâques                           | 40271           | 2018           | 126           | Lapin de Pâques                             | Pâques                                               |  |
| Witch                                  | La sorcière d'Halloween                   | 40272           | septembre 2018 | 114           | Sorcière                                    | Halloween                                            |  |
| Turkey                                 | La dinde de Thanksgiving                  | 40273           | octobre 2018   | 151           | Dinde                                       | Thanksgiving                                         |  |
| Mr and Mrs Claus                       | Le père et la mère Noël                   | 40274           | octobre 2018   | 341           | Père Noël, Mère Noël                        | Noël                                                 |  |
| Rey and Kylo Ren                       |                                           | 41489           | 249            | Rey, Kylo Ren | Star Wars, épisode VIII : Les Derniers Jedi | Noël                                                 |  |
| Go Brick Me                            | La Fabrick à selfie                       | 41597           | avril 2018     | 708           | Figurine personnalisable                    |                                                      |  |
| Rey                                    | Rey                                       | 41602           | janvier 2018   | 119           | Rey                                         | Star Wars, épisode VIII                              |  |
| Kylo Ren                               | Kylo Ren                                  | 41603           | janvier 2018   | 120           | Kylo Ren                                    | Star Wars, épisode VIII                              |  |
| Iron Man MK50                          | Iron Man MK50                             | 41604           | avril 2018     | 101           | Iron Man                                    | Avengers: Infinity War                               |  |
| Thanos                                 | Thanos                                    | 41605           | avril 2018     | 105           | Thanos                                      | Avengers: Infinity War                               |  |
| Star-Lord                              | Star-Lord                                 | 41606           | avril 2018     | 113           | Star-Lord                                   | Avengers: Infinity War                               |  |
| Gamora                                 | Gamora                                    | 41607           | avril 2018     | 136           | Gamora                                      | Avengers: Infinity War                               |  |
| Han Solo                               | Han Solo                                  | 41608           | avril 2018     | 141           | Han Solo                                    | Solo: A Star Wars Story                              |  |
| Chewbacca                              | Chewbacca                                 | 41609           | avril 2018     | 149           | Chewbacca                                   | Solo: A Star Wars Story                              |  |
| Tactical Batman vs Superman            | Tactical Batman vs Superman               | 41610           | mai 2018       | 209           | Batman, Superman                            | Justice League                                       |  |
| Marty McFly and Doc Brown              | Marty McFly et Doc Brown                  | 41611           | mai 2018       | 240           | Marty McFly, Emmett Brown                   | Retour vers le futur                                 |  |
| Steve and Creeper                      | Steve et Creeper                          | 41612           | 1er août 2018  | 160           | Steve, Creeper                              | Minecraft                                            |  |
| Mr Incredible and Frozone              | M. Indestructible et Frozone              | 41613           | avril 2018     | 160           | Mr Indestructible, Frozone                  | Les Indestructibles 2                                |  |
| Owen and Blue                          | Owen et Blue                              | 41614           | avril 2018     | 234           | Owen, Blue                                  | Jurassic World: Fallen Kingdom                       |  |
| Harry Potter and Hedwig                | Hary Potter et Hedwige                    | 41615           | juillet 2018   | 180           | Harry Potter, Hedwige                       | Harry Potter                                         |  |
| Hermione Granger                       | Hermione Granger                          | 41616           | juillet 2018   | 127           | Hermione Granger                            | Harry Potter                                         |  |
| Elsa                                   | Elsa                                      | 41617           | juillet 2018   | 130           | Elsa                                        | La Reine des neiges 2                                |  |
| Anna and Olaf                          | Anna et Olaf                              | 41618           | juillet 2018   | 201           | Anna, Olaf                                  | La Reine des neiges 2                                |  |
| Darth Vader                            | Dark Vador                                | 41619           | juillet 2018   | 104           | Dark Vador                                  | Star Wars                                            |  |
| Stormtrooper                           | Stormtrooper                              | 41620           | juillet 2018   | 124           | Stormtrooper                                | Star Wars                                            |  |
| Ron Weasley and Albus Dumbledore       | Ron Weasley et Albus Dumbledore           | 41621           | juillet 2018   | 245           | Ron Weasley, Albus Dumbledore               | Harry Potter                                         |  |
| Peter Venkman and Slimer               | Peter Venkman et Bouffe-tout              | 41622           | juillet 2018   | 228           | Peter Venkman, Bouffe-tout                  | SOS Fantômes                                         |  |
| Ariel and Ursula                       | Ariel et Ursula                           | 41623           | juillet 2018   | 361           | Ariel, Ursula                               | La Petite Sirène                                     |  |
| Mickey Mouse                           | Mickey Mouse                              | 41624           | août 2018      | 109           | Mickey Mouse                                | Univers Disney                                       |  |
| Minnie Mouse                           | Minnie Mouse                              | 41625           | août 2018      | 129           | Minnie Mouse                                | Univers Disney                                       |  |
| Groot and Rocket                       | Groot et Rocket                           | 41626           | octobre 2018   | 189           | Groot, Rocket Raccoon                       |                                                      |  |
| Luke Skywalker and Yoda                | Luke Skywalker et Yoda                    | 41627           | octobre 2018   | 215           | Luke Skywalker, Yoda                        | Star Wars                                            |  |
| Princess Leia                          | Princesse Leia Organa                     | 4162            | octobre 2018   | 124           | Leia Organa                                 | Star Wars                                            |  |
| Boba Fett                              | Boba Fett                                 | 41629           | octobre 2018   | 161           | Boba Fett                                   | Star Wars                                            |  |
| Jack Skellington and Sally             | Jack Skellington et Sally                 | 41630           | octobre 2018   | 193           | Jack Skellington, Sally                     | L'Étrange Noël de monsieur Jack                      |  |
| Newt Scamander and Gellert Grindelwald | Norbert Dragonneau et Gellert Grindelwald | 41631           | octobre 2018   | 247           | Norbert Dragonneau, Gellert Grindelwald     | Les Animaux fantastiques : Les Crimes de Grindelwald |  |
| Homer Simpson and Krusty the Clown     | Homer Simpson et Krusty le Clown          | 41632           | octobre 2018   | 215           | Homer Simpson, Krusty le clown              | Les Simpson                                          |  |